# Mie ayam
Le bakmi ayam est un plat indonésien de nouilles de blé jaunes (bakmi en indonésien), garni de dés de poulet (ayam), assaisonné avec de la sauce de soja, et servi dans un bouillon de poulet. Son nom est raccourci en mie ayam ou mi ayam. Le bakmi ayam est un plat sino-indonésien populaire et courant dans les villes indonésiennes.

## Préparation et service
Les nouilles jaunes de blé sont bouillies dans l'eau, et mélangées dans un bol avec de l'huile alimentaire, de la sauce soja et de l'ail. La matière grasse est en général du gras de poulet, du saindoux ou de l'huile végétale. La viande de poulet est coupée en dés et cuite dans de la sauce soja et de l'ail et cuisinée avec des champignons.
Le mélange de poulet et de champignons est disposé sur les nouilles et recouvert de cébettes. Le bakmi ayam est servi avec du bouillon de poulet, du chou chinois bouilli et parfois des wonton (indonésien : pangsit) et des bakso (boulettes de viande).
Tandis que les recettes chinoises utilisent du gras de porc ou du lard, la recette indonésienne la plus courante utilise de la graisse de poulet halal ou de l'huile végétale.
Ce plat peut être accompagné de condiments tels que le tong cay (légumes confits et salés), bawang goreng (échalotes frites), acar timun cabe rawit (pickles de concombre et piment œil d'oiseau), sambal et ketchup.

## Recettes
D'autres types de nouilles telles que les bihun (vermicelles de riz) ou les kwetiau (nouilles plates) peuvent être utilisés. Les plats sont alors appelés kwetiau ayam (poulet kway teow) et bihun ayam (poulet bihun).